# Xylophanes schausi
Xylophanes schausi är en fjärilsart som beskrevs av Rothschild 1894. Xylophanes schausi ingår i släktet Xylophanes och familjen svärmare. Inga underarter finns listade i Catalogue of Life.

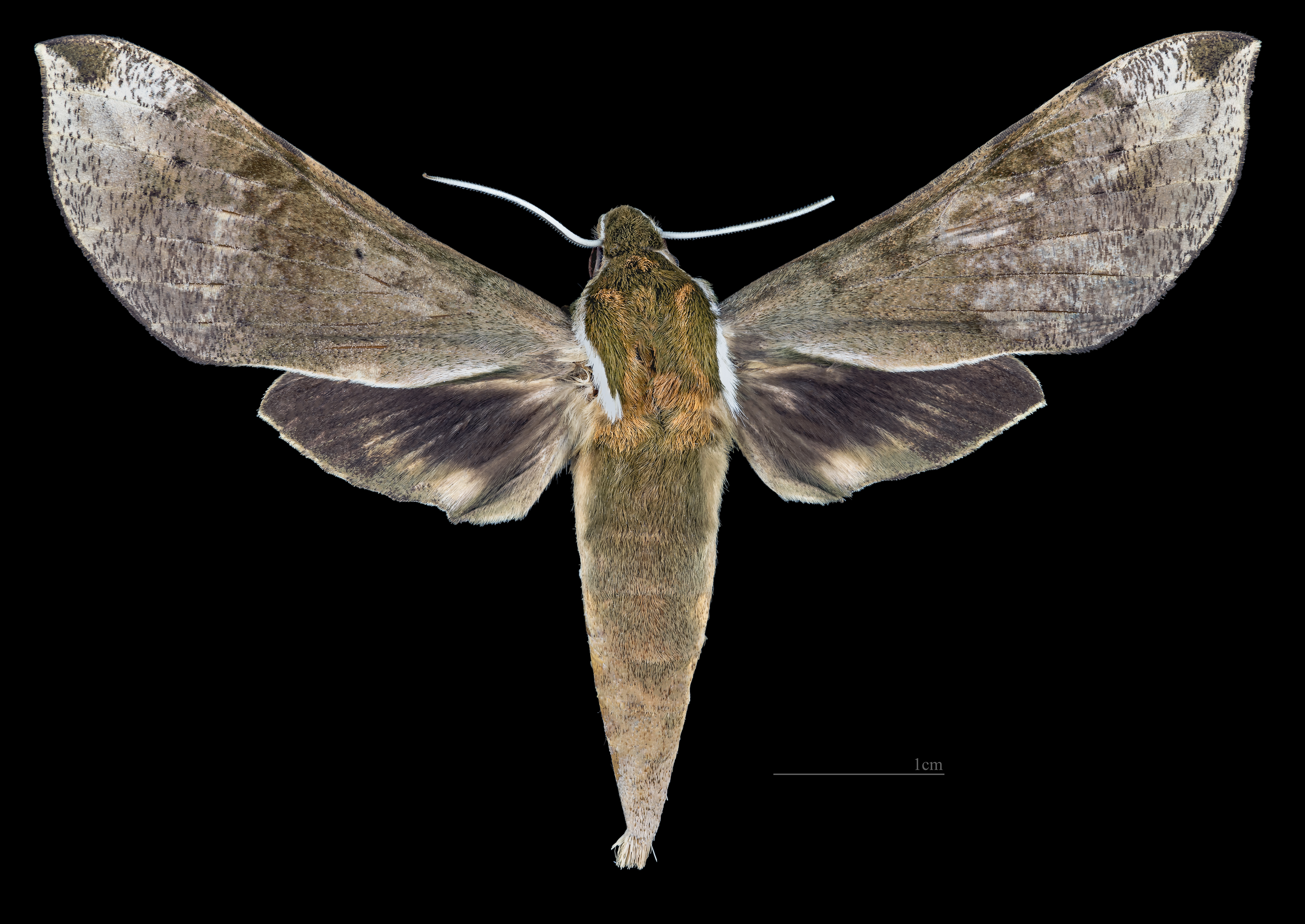
Xylophanes schausi ♀
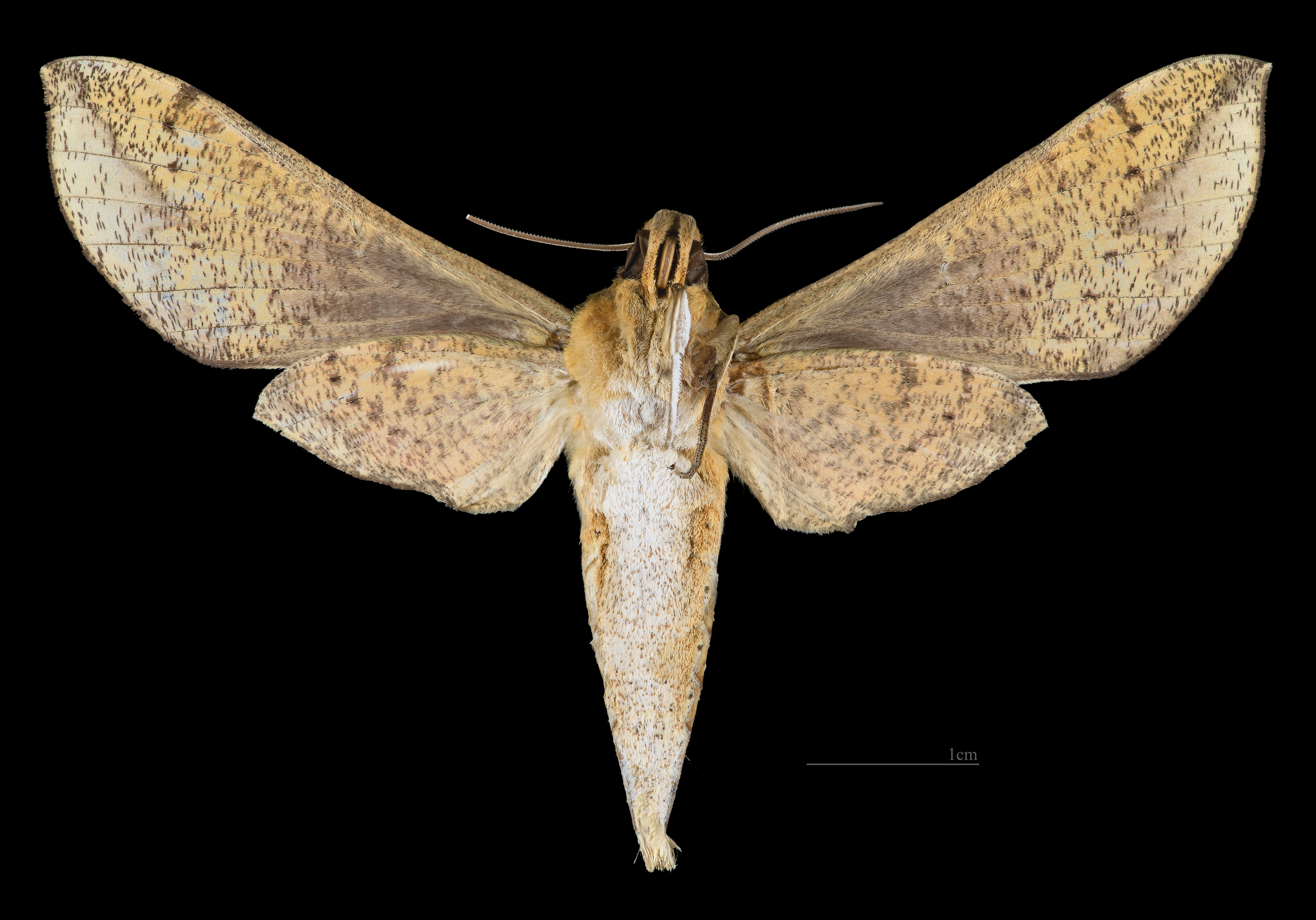
Xylophanes schausi ♀ △